# Epaphroconidia hawksworthii
Epaphroconidia hawksworthii är en lavart som beskrevs av Calat. & V. Atienza 1995. Epaphroconidia hawksworthii ingår i släktet Epaphroconidia, divisionen sporsäcksvampar och riket svampar.   Inga underarter finns listade i Catalogue of Life.